# Glima

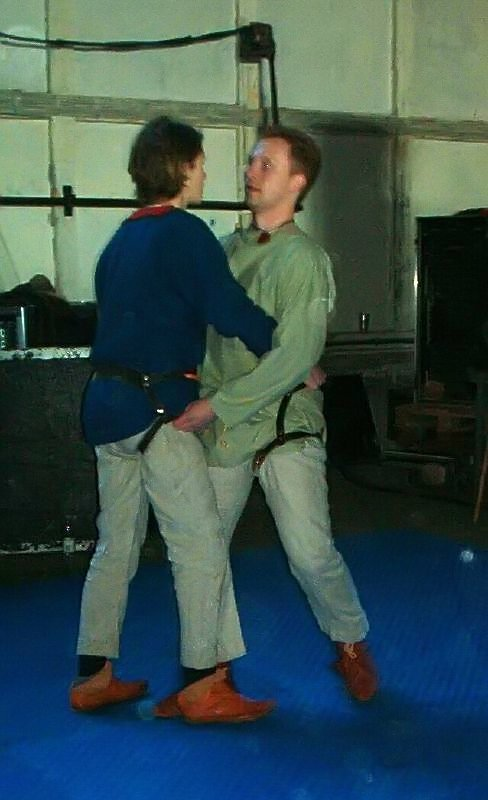
Glima

Glima (in IJsland geschreven als Glíma, uitspr. 'GLIE-ma' [glima]) is een populaire worstelsport in IJsland.
In de tijd van de Vikingen was de sport erg populair in Noord-Europa. In veel andere landen is de sport inmiddels verdwenen, omdat de kerk de sport als heidens zag. Dit standpunt werd in IJsland nooit aanvaard, omdat glima er als bevorderlijk voor moraal en geestelijke ontwikkeling werd beschouwd.
In glima is slaan en stampen verboden. De worstelaars dragen een speciale gordel (zoals in sumo) waaraan ze elkaar vastgrijpen. In een glimawedstrijd draaien de twee vechters rond elkaar en proberen elkaar te doen vallen met technieken zoals beenvegen of lichaamsworpen. De wedstrijd is afgelopen als een vechter op de grond valt. Er zijn 8 basistechnieken, maar deze kunnen eindeloos gecombineerd worden.
De sport kan door alle leeftijden, en door beide geslachten beoefend worden. In 1912 was het zelfs een Olympische sport.
In IJsland wordt glima gezien als de nationale sport. In oktober 2021 werd het tot het UNESCO immaterieel cultureel erfgoed uitgeroepen.
1. ↑  (en) Wrestling on an Icelandic mountaintop. Iceland Review (12 oktober 2006). Gearchiveerd op 15 juli 2023. Geraadpleegd op 13 april 2022.
2. ↑  (en) From Iceland — The Bizarre Inclusion Of Glíma In 1912 Olympics. The Reykjavik Grapevine (28 oktober 2014). Gearchiveerd op 13 april 2022. Geraadpleegd op 13 april 2022.
3. ↑  (is) UNESCO viðurkennir glímu sem íslenska þjóðararfleifð. www.frettabladid.is. Gearchiveerd op 23 oktober 2021. Geraadpleegd op 13 april 2022.